# قلیا (گیاه)
قلیا (نام علمی: Salicornia europaea) نام یک گونه از سرده قلیا است.